# Gouvernement Perm

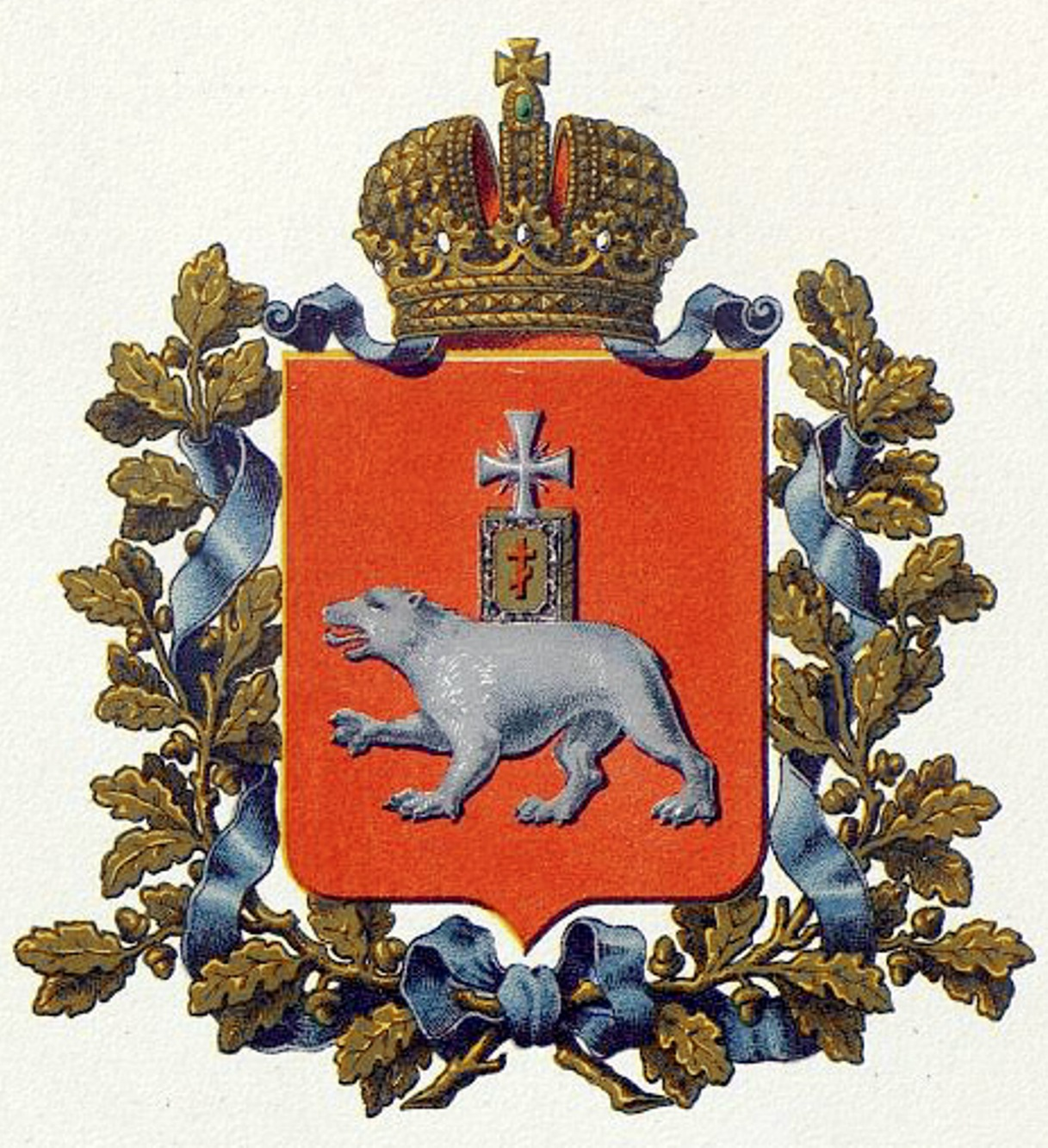
Wappen

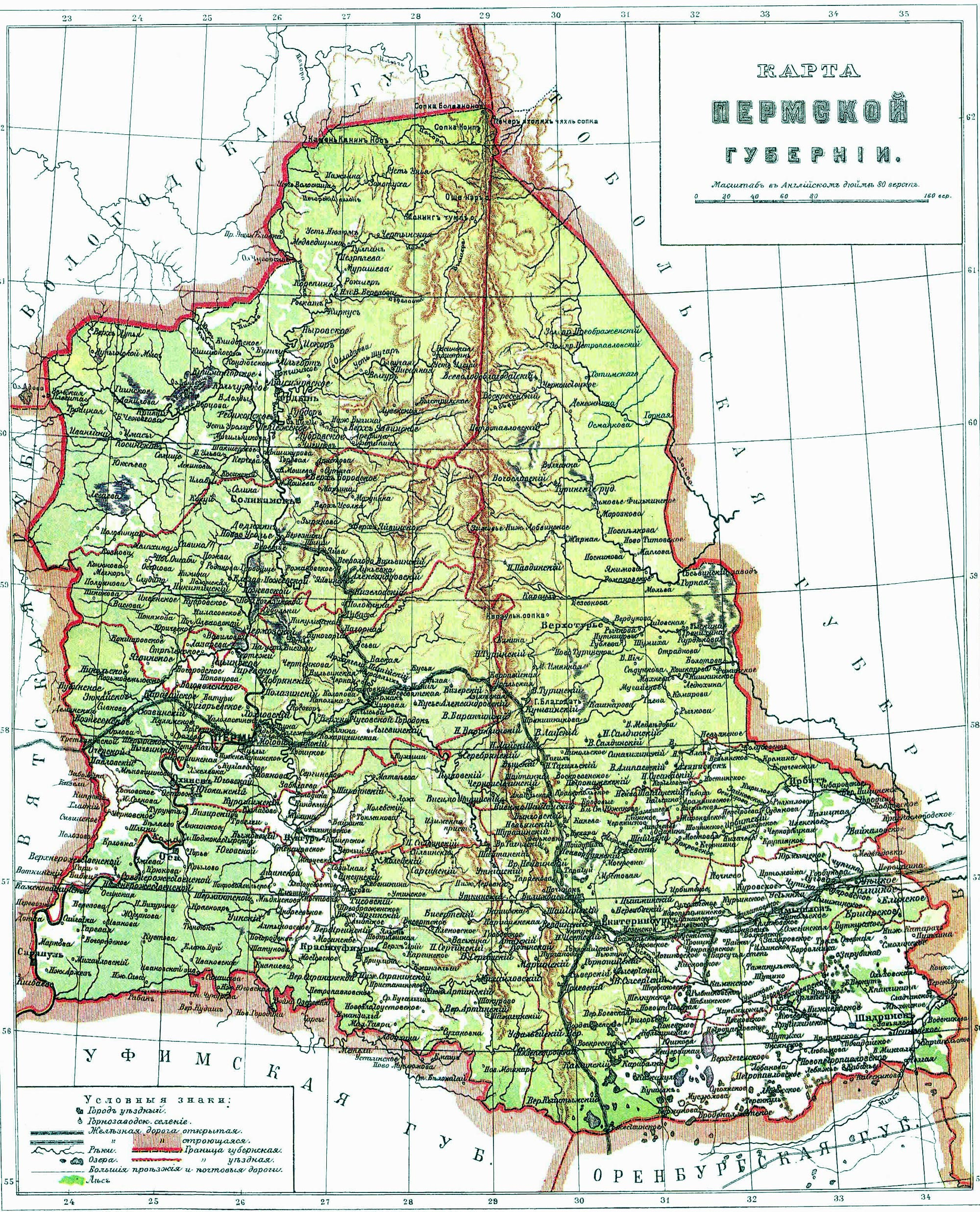
Karte (auf Russisch)

Das Gouvernement Perm (russisch Пермская губерния Permskaja gubernija) war eine Verwaltungseinheit des Russischen Reiches zu beiden Seiten des Uralgebirges, also sowohl in Europa als auch in Asien liegend. Es grenzte (vom Norden im Uhrzeigersinn) an die Gouvernements Wologda, Tobolsk, Orenburg, Ufa und Wjatka.
1780 wurde die Statthalterschaft Perm gegründet, die 1791 von Paul I. in das Gouvernement umgewandelt wurde. 1919 auf die europäischen Teile reduziert, ging es 1923 in der Oblast Ural auf.
Es hatte eine Fläche von 332.054 km². Hauptstadt war Perm, größte Stadt um 1900 war Jekaterinburg. Zuletzt war das Gouvernement in zwölf Ujesdy (Kreise) eingeteilt:
westlich des Ural:
- Krasnoufimsk
- Kungur
- Ossa
- Ochansk
- Perm
- Solikamsk
- Tscherdyn

östlich des Ural:
- Irbit
- Jekaterinburg
- Kamyschlow
- Schadrinsk
- Werchoturje

Die geologische  Periode des Perm wurde von Roderick Murchison nach dem Gouvernement Perm benannt.

## Statistik
Das Gouvernement hatte 1897 2.994.302 Einwohner. Davon waren 2.705.327 Russen, 92.641 Permjaken, 85.395 Baschkiren, 46.711 Tataren, 21.163 Meschtscherjaken und 15.687 Tscheremissen.
Die Ernte lieferte 1902: 331.600 t Weizen, 434.900 t Roggen, 546.000 t Hafer, 138.100 t Gerste, 33.700 t Buchweizen und 153.500 t Kartoffeln. Die Viehzucht war wenig entwickelt. Man zählte 1902: 1.298.000 Rinder, 1.476.000 ausschließlich grobwollige Schafe, 223.000 Schweine und 979.000 Pferde. Besonders entwickelt war die Montanindustrie, dank den reichen Mineralschätzen an Eisenerzen, Gold, Platin, Edelsteinen, Salz etc. 1901 waren 334 Wäschereien in Betrieb, die 3591 kg Gold produzierten. Die russische Platingewinnung war vollständig in Perm konzentriert und lieferte 1901 aus 120 Minen 6379 kg. An Eisenerzen wurden 1901 1.390.500 t gewonnen und in 49 Hüttenwerken 561.700 t Roheisen erzeugt. Sehr nachteilig war der Mangel an Steinkohle (Produktion 1901 nur ca. 496.000 t), so dass die Hochöfen zum großen Teil mit Holzkohle arbeiteten. An sonstigen Mineralien wurden gewonnen: Kupfer (1901: 3219 t), Manganerz, Chromeisenstein und Asbest. Die verarbeitende Industrie war wenig entwickelt. Größere Bedeutung hatten nur die Getreidemüllerei, die Leder- und die chemische Industrie.